# Дийн Мартин
Дийн Мартин (на английски: Dean Martin, роден Dino Paul Crocetti) е американски певец, танцьор, актьор  и комик. Някои от неговите хитове са „Memories Are Made of This“, „That's Amore“, „Everybody Loves Somebody“, „Mambo Italiano“, „Sway“, „Volare“ и особено най-големият му хит „Ain't That a Kick in the Head?“. Той е член на Рат пак. Родителите му са италианци. Дийн говори само италиански до времето когато започва училище. Понеже е подложен на подигравки от съучениците си заради акцента си, той напуска училище в 10-и клас и работи нелегално в казина и като боксьор. По-късно през 1950-те и 1960-те се сприятелява с Франк Синатра.
Той има три звезди на алеята на славата в Холивуд, както и отпечатък на краката пред китайския театър. Дийн Мартин има три брака и четири деца от първия и три от втория. Умира от рак на белите дробове, най-вече защото е страстен пушач.

## Избрана филмография
| Година | Филм                    | Оригинално заглавие     | Роля       | Режисьор        |
| ------ | ----------------------- | ----------------------- | ---------- | --------------- |
| 1959   | Рио Браво               | Rio Bravo               | Дюд        | Хауърд Хоукс    |
| 1965   | Синовете на Кейти Елдър | The Sons of Katie Elder | Том        | Хенри Хатауей   |
| 1967   | Бурна нощ в Джерико     | Rough Night in Jericho! | Алекс Флуд | Арнолд Лейвън   |
| 1968   | Бандолеро!              | Bandolero!              | Дий Бишъп  | Андрю Маклаглън |